# روبرت غولدن
روبرت غولدن (بالإنجليزية: Robert Golden)‏ هو لاعب كرة قدم أمريكية أمريكي، ولد في 13 سبتمبر 1990 في فريسنو في الولايات المتحدة.

## وصلات خارجية
- روبرت غولدن على موقع مرجع كرة القدم المحترفة.كوم (الإنجليزية)